# یواس‌اس نبراسکا (اس‌اس‌بی‌ان-۷۳۹)
یواس‌اس نبراسکا (اس‌اس‌بی‌ان-۷۳۹) (به انگلیسی: USS Nebraska (SSBN-739)) یک زیردریایی است که طول آن ۵۶۰ فوت (۱۷۰ متر) می‌باشد. این زیردریایی در سال ۱۹۹۲ ساخته شد.